# Alfa Romeo 33
Alfa Romeo 33 – samochód osobowy klasy kompaktowej produkowany przez włoską markę Alfa Romeo w latach 1983–1995.

## Historia i opis modelu

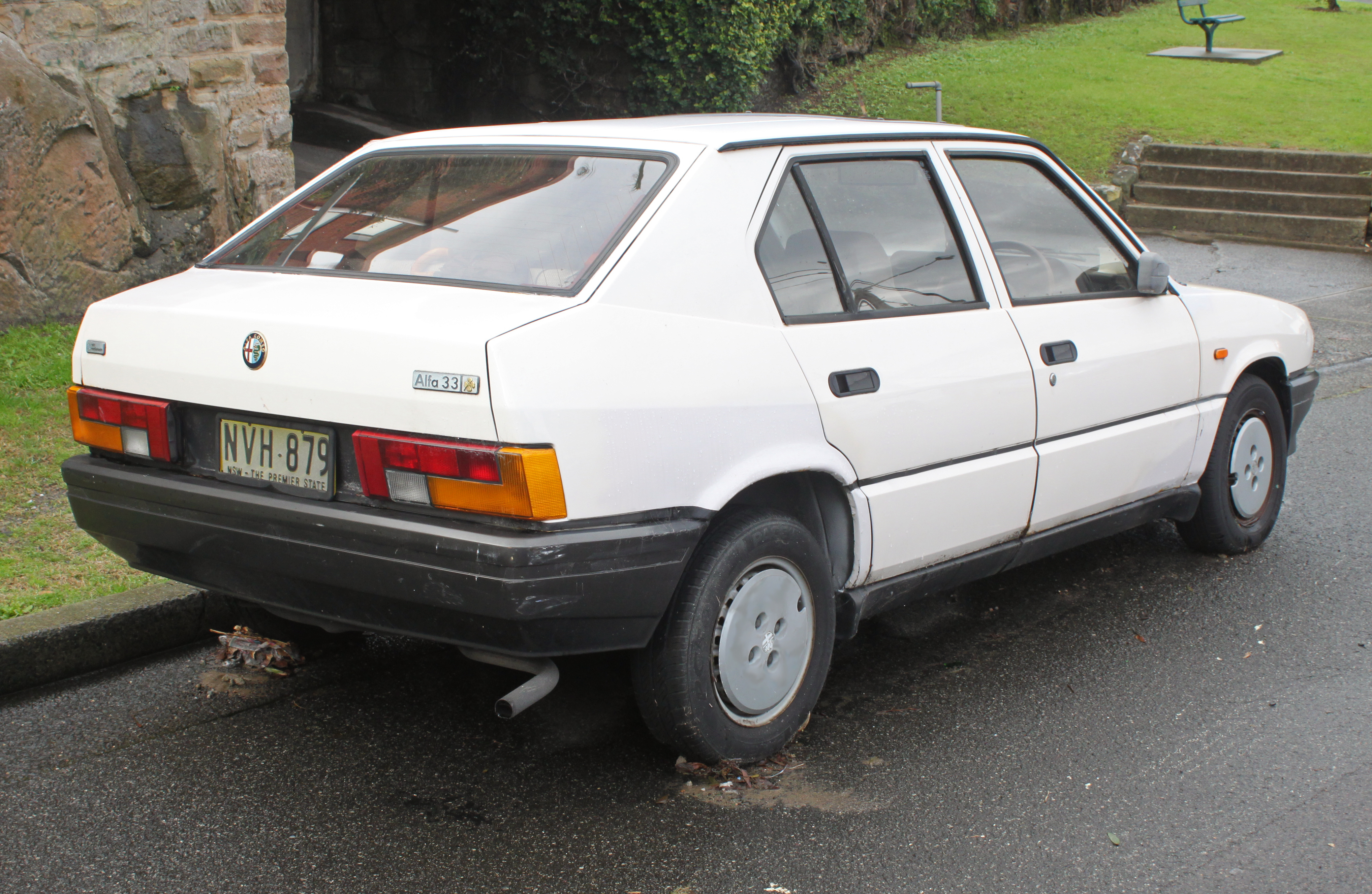
Alfa 33 - tył

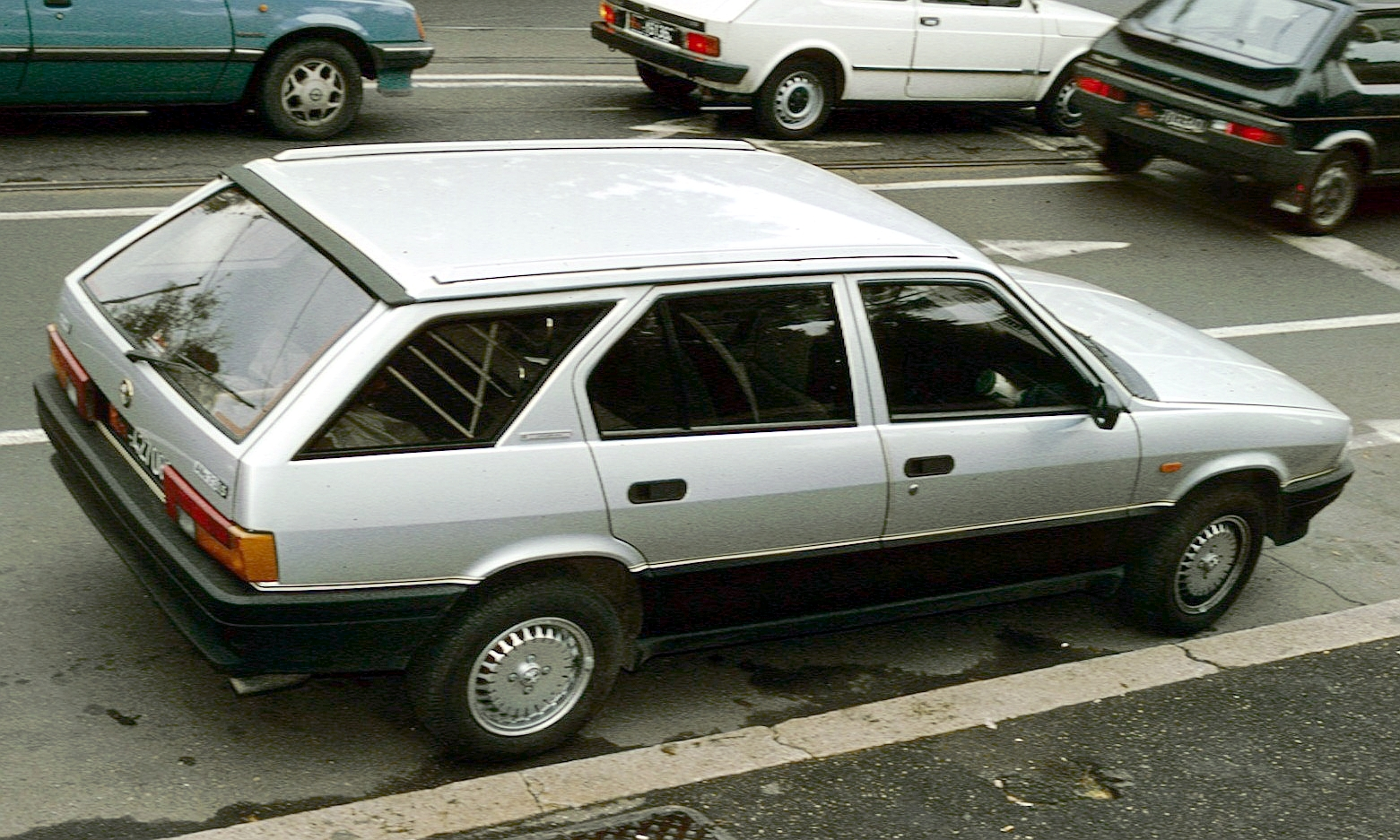
Alfa 33 Giardinietta

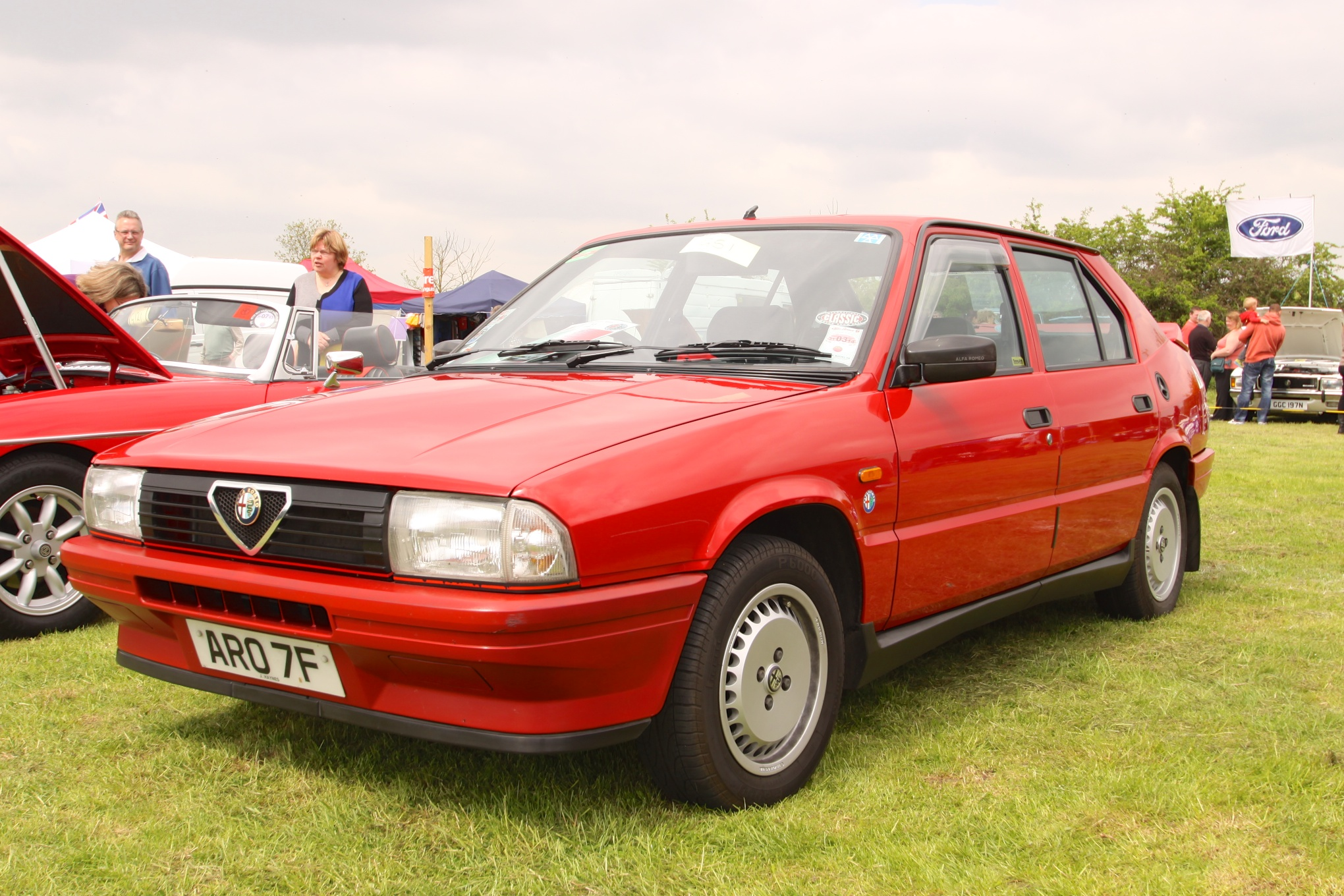
Alfa 33 serii 3 po liftingu

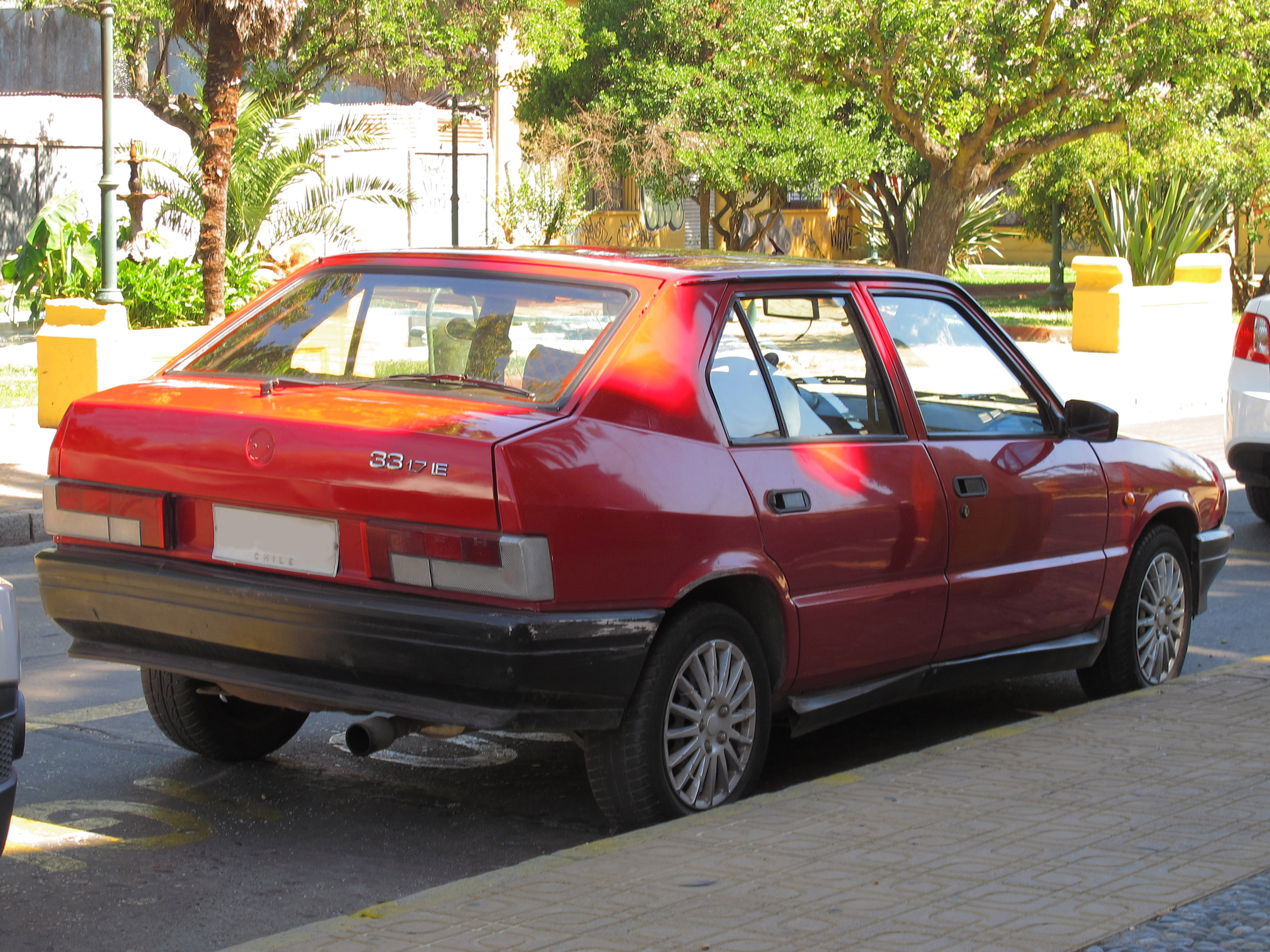
Alfa 33 - tył po liftingu

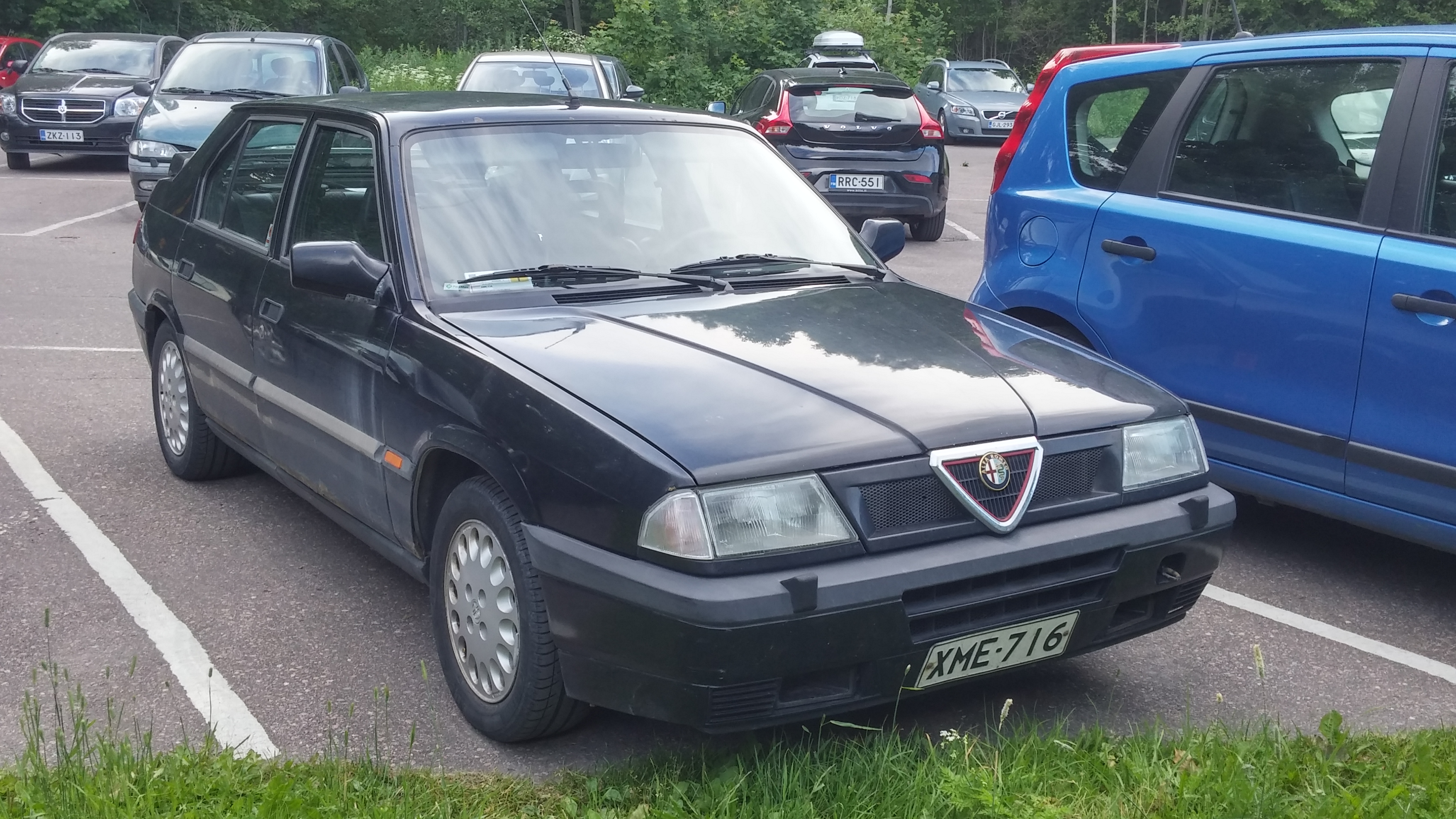
Alfa 33 po drugim liftingu

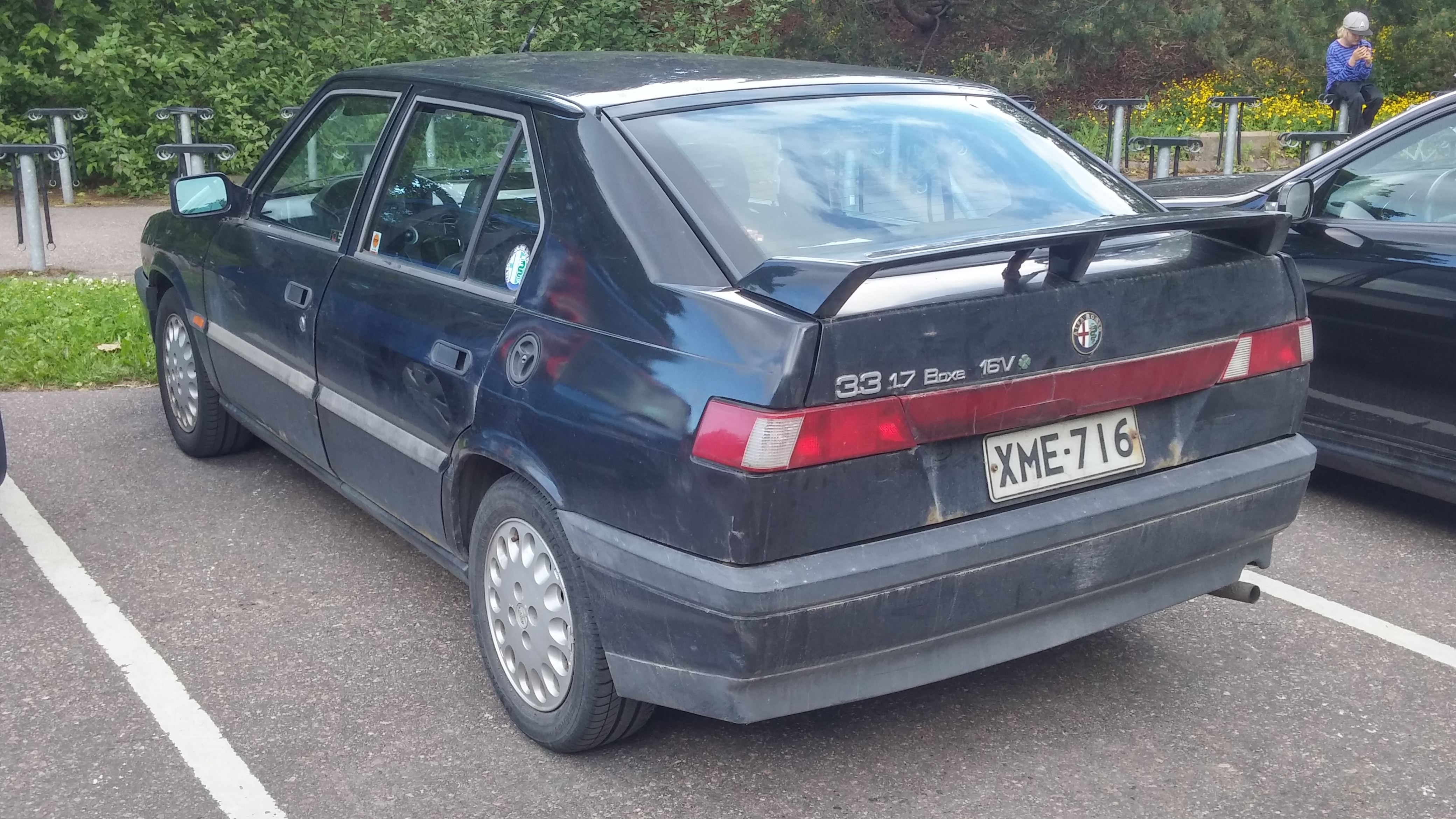
Alfa 33 - tył po drugim liftingu

Model ten po raz pierwszy zaprezentowano w 1983 roku i otrzymał kody fabryczne Tipo 905 i Tipo 907. Zastąpił on model Alfa Romeo Alfasud, z którego zaczerpnięto płytę podłogową, podwozie oraz układ przeniesienia napędu. Modernizacji poddano zawieszenie i układ hamulcowy. Podczas produkcji modelu 33 w 1986 roku firma Alfa Romeo została przejęta przez koncern Fiat. Przez cały okres produkcji, auto dwukrotnie poddano faceliftingowi – w 1986 roku (Seria 2) oraz w 1990 roku (Seria 3 – Nuova). Dostępna była również wersja kombi modelu 33 – tzw. Giardinetta (Estate na rynku angielskim), przemianowana na Sportwagon przy okazji wprowadzenia serii 3. Nazwa Giardinetta pozostała wyłącznie na rynku ojczystym.
Dostępnych było kilka wersji silnikowych, począwszy od benzynowych 1.2 w serii pierwszej, przez 1.7 16V w serii trzeciej, do 1.8 turbo diesel. Silniki łączono głównie z przednim napędem. Dostępne były również modele ze zmiennym napędem na cztery koła oraz ze stałym – tzw. Permament 4, w późniejszym czasie przemianowane na Q4.
Samochody początkowo wyposażone były w gaźnik, z czasem zastąpiony wersjami z dwoma gaźnikami lub we wtrysk paliwa. W najlepszej wersji silnikowej auto osiągało przyspieszenie od 0–100 km/h w 8,4 sekundy, co, jak na ten okres oraz autosegment, było imponującym osiągnięciem.
Wybrane modele Alfa Romeo 33 posiadały komputer pokładowy, nazywany Alfa Control, zawierający zestaw diod w konsoli środkowej sygnalizujących awarię: żarówek świateł stopu, przednich świateł pozycyjnych, układu wspomagania, układu chłodzenia i układu smarowania.
Alfa Romeo 33 stanowił przełom dla Alfy Romeo, ponieważ wyprodukowanych oraz sprzedanych zostało prawie milion egzemplarzy.

### Seria 1 (1983 – 1986)
33 stała się słynna dzięki zwinnemu prowadzeniu oraz mocnym silnikom typu boxer, lecz była również znana z awaryjnej elektroniki oraz problemów z korozją (powszechny problem włoskich aut w tamtym okresie). Kolejnym problemem były niezbyt dobre hamulce oraz zwiększona względem Alfasuda masa nieresorowana. Montowane na skrzyni biegów tarcze hamulcowe z modelu Alfasud zostały zamienione na bardziej powszechne tarcze na piastach kół. Tylne hamulce tarczowe z Suda zostały zastąpione w 33 hamulcami bębnowymi.
Samochód wyróżniał się nietuzinkowymi rozwiązaniami, jak panel wskaźników, który poruszał się w górę oraz w dół z regulowaną kolumną kierowniczą. Nadwozie pojazdu odznacza się niskim jak na tamte czasy współczynnikiem oporu powietrza wynoszącym 0,36.
Zaraz po rozpoczęciu produkcji, dostępne były tylko dwie opcje silnikowe: 1.3 oraz 1.5 Quadrifoglio Oro (Złota Czterolistna Koniczyna). Oba silniki posiadały jeden wałek rozrządu w głowicy (SOHC), zasilane były dwugardzielowymi gaźnikami, moc na koła przenosiła zaczerpnięta z Alfasuda skrzynia biegów, w której zmieniono piąty bieg - został on zastąpiony nadbiegiem, przez co prędkość maksymalną dało się osiągnąć tylko na czwartym biegu.
Luksusowa wersja Quadrifoglio Oro wyróżniała się srebrną atrapą chłodnicy, dwukolorowy lakier (metaliczny lakier na górze karoserii oddzielony brązową listwą od ciemniejszego dołu oraz zderzaków) oraz białymi kloszami kierunkowskazów; beżowym, skórzanym lub materiałowym wnętrzem, drewnianą kierownicą oraz gałką zmiany biegów. Standardowe wyposażenie zawierało brązowe, barwione szyby, wycieraczki reflektorów przednich oraz lusterko boczne od strony pasażera.
Wariant z napędem na wszystkie koła, 33 1.5 4x4, został zaprezentowany w 1983 na Frankfurt Motor Show oraz dostępny w sprzedaży od grudnia tego roku. Napęd na koła tylne mógł być załączony przy każdej prędkości, poprzez przycisk znajdujący się przez lewarkiem zmiany biegów. Podobnie jak Quadrifoglio Oro, 4x4 charakteryzowało się lakierem two-tone, czerwonym lub srebrnym metalikiem oddzielonym dwoma białymi paskami; atrapa chłodnicy pokrywała się z kolorem nadwozia. Wyposażenie było na tym samym, lub nawet wyższym poziomie, co Quadrifoglio Oro; zawieszenie zostało podniesione względem 33 z napędem na przód.
1.5 Quadrifoglio Verde (Zielona Czterolistna Koniczyna) pojawiła się w sprzedaży w czerwcu 1984. Zasilana była przez silnik 1.5 o mocy 104 KM, z dwoma gaźnikami dwugardzielowymi, tak jak Sprint 1.5 QV coupé; prędkość maksymalna wynosiła 185 km/h (115 mph). Quadrifoglio Verde można rozpoznać poprzez specyficzny grill, dodatkowym plastikowym dokładkom, nakładkom progowym, oraz aluminiowym felgom na oponach 185/60 HR14; QV oferowano tylko w czerwonym (Alfa Rosso) oraz srebrnym lakierze. We wnętrzu znajdowały się półkubełkowe, sportowe siedzenia z czarnej oraz szarej tkaniny, skórzana kierownica oraz dodatkowe wskaźniki (woltomierz oraz ciśnienie oleju).

### Seria 2 (1986 - 1989)
Jesienią 1986 nastąpił mały facelift. Zmiany zewnętrzne ograniczały się do białych (zamiast pomarańczowych) kloszy kierunkowskazów z przodu oraz z tyłu, nowych kołpaków kół oraz aluminiowych felg, nakładek progowych w każdej wersji wyposażenia oraz przeprojektowanej atrapie chłodnicy; zaniechano dwukolorowych lakierów. Zupełnie zmieniono wnętrze, zrezygnowano z innowacyjnego panelu wskaźników połączonego z regulowaną kolumną kierowniczą. Wszystkie warianty 1.5 posiadały od teraz 104 konny silnik z 1.5 QV serii pierwszej; opcja wyposażenia TI (Turismo Interazionale) była ekskluzywna dla hatchbacka z napędem na przód i silnikiem o pojemności 1.5. Zmieniono zawieszenie, hamulce oraz przełożenia w skrzyni biegów.
Nowy silnik o pojemności 1712 cm³, mocy 116 KM, został wprowadzony w 1.7 Quadrifoglio Verde, które zastąpiło 1.5 QV. Silnik 1.7 w rzeczywistości powstał z silnika 1.5 – zwiększono skok tłoka oraz średnicę cylindra; zastosowano również nowe głowice, z hydraulicznymi popychaczami. By poradzić sobie ze zwiększoną mocą silnika, w QV zainstalowano wentylowane przednie tarcze. QV uzyskało bardziej agresywny wygląd, poprzez inne nakładki progowe, aluminiowe felgi oraz spoiler na tylnej klapie. Wewnątrz zamontowano kierownicę wykończoną skórą, czerwony dywan, oraz półkubełkowe skórzane fotele z szarą/czarną/czerwoną tkaniną w kratkę.
We Włoszech oraz kilku innych krajach pojawił się silnik 1.8 TD turbodiesel. Tak jak każdy diesel montowany w tamtym okresie w autach produkcji Alfy Romeo, tak też i ten został zaprojektowany przez VM Motori. By zmieścić rzędowy silnik w komorze przystosowanej do silników o przeciwległych cylindrach, zdecydowano się na silnik R3 - skonstruowanie wysokoprężnego boxera było zbyt drogie.
W Wielkiej Brytanii pojawiła się wersja Veloce, która wyróżniała się specjalnym pakietem stylistycznym.
W przygotowaniu do drugiego faceliftingu, w 1988 zaszły zmiany w serii 2. Giardinetta została przemianowana na Sportwagon. Wprowadzono silnik 1.7 IE, zasilany elektronicznym wtryskiem paliwa Bosch 3.1 LE Jetronic. Osiągał on 108 KM, minimalnie mniej, niż wersja gaźnikowa. W niektórych krajach wprowadzono również katalizator. Wersja 1.7 IE otrzymała nakładki progowe z wersji QV, pomalowane na szaro zderzaki oraz welurową tapicerkę. Pozostałe modele w tym czasie zyskały drobne zmiany.

### Seria 3 (1990 - 1995)
33 przeszła duży facelifting w 1989 roku, przez co nazywana jest "Nuova 33" (Nowa 33). Do sprzedaży trafiła w 1990 roku. Zmiany obejmują wnętrze, wprowadzenie elektronicznego wtrysku paliwa jako powszechne źródło zasilania silnika (elektroniczny wtrysk pojawił się już w serii 2, lecz był dużo mniej popularny od gaźników), 16-zaworowy silnik 1.7 (135 KM; 101 kW), oraz mocno przeprojektowany przód oraz tył auta, zgodnie ze stylistyką sztandarowego modelu Alfa Romeo 164. Wprowadzono również nowy, stały napęd na cztery koła, nazwany Permanent 4, który przemianowano na Q4 w 1992. 33 z końca produkcji mają mniejsze problemy z korozją, ponieważ zostały ocynkowane.
Kombi musiało poczekać na facelift dłużej od hatchbacka. Otrzymało ono ciemniejsze reflektory oraz inny zderzak tylny. Sprzedawane od teraz jako Sportwagon na większości rynków, wyłączając Włochy, w których pozostała nazwa Giardinetta.
W 1992 pojawiła się wersja Imola, która charakteryzowała się pakietem stylistycznym identycznym co QV, z tą różnicą, że nakładki progowe oraz dolna część zderzaków nie zostały pomalowane. Dodatkowo zastosowano 13" aluminiowe felgi, skórzaną kierownicę, półkubełkowe, skórzane fotele, lusterka w kolorze nadwozia, szyberdach, przednie światła przeciwmgielne, zmodernizowano zawieszenie. Imola oferowana była wyłącznie z silnikiem 1.4 IE.

### Prototyp Z33 – Tempo Libero
Zagato utworzyło trzy drzwiowy prototyp, kompaktowy MPV, wyprzedzający Renault Scénic o ponad dekadę. Z33 Tempo Libero został pokazany po raz pierwszy w 1984 roku na Geneva Motor Show. Prototyp posiadał 6 miejsc siedzących, pomimo tego, że był zbudowany na podwoziu zwykłej 33. Jednakże wizualnie zbliżony był do Giulietty.

### Dane techniczne
| Wersja          | Silnik:                          | Układ zasilania: | Średnica × skok tłoka: | St. sprężania:  | Moc maksymalna:                    | Maks. moment obrotowy      | 0–100 km/h:     | V-max:          |
| Seria 1 oraz 2: | Seria 1 oraz 2:                  | Seria 1 oraz 2:  | Seria 1 oraz 2:        | Seria 1 oraz 2: | Seria 1 oraz 2:                    | Seria 1 oraz 2:            | Seria 1 oraz 2: | Seria 1 oraz 2: |
| --------------- | -------------------------------- | ---------------- | ---------------------- | --------------- | ---------------------------------- | -------------------------- | --------------- | --------------- |
| 1.2             | B4 1,2 l (1186 cm³), SOHC        | gaźnik           | 80,00 mm × 59,00 mm    | 9,0:1           | 68 KM (50 kW) przy 6000 obr./min   | 92 N•m przy 3200 obr./min  | b/d             | 162 km/h        |
| 1.3             | B4 1,35 l (1351 cm³), SOHC       | gaźnik           | 80,00 mm × 67,20 mm    | 9,0:1           | 75 KM (55 kW) przy 6000 obr./min   | 111 N•m przy 3500 obr./min | b/d             | 165 km/h        |
| 1.3 S           | B4 1,35 l (1351 cm³), SOHC       | 2 gaźniki        | 80,00 mm × 67,20 mm    | 9,75:1          | 86 KM (63,5 kW) przy 5800 obr./min | 119 N•m przy 3500 obr./min | b/d             | 172 km/h        |
| 1.5             | B4 1,5 l (1490 cm³), SOHC        | gaźnik           | 84,00 mm × 67,20 mm    | 9,0:1           | 85 KM (62,5 kW) przy 5800 obr./min | 121 N•m przy 3500 obr./min | b/d             | 170 km/h        |
| 1.5 4x4         | B4 1,5 l (1490 cm³), SOHC        | gaźnik           | 84,00 mm × 67,20 mm    | 9,0:1           | 95 KM (70 kW) przy 5750 obr./min   | 130 N•m przy 4000 obr./min | b/d             | 170 km/h        |
| 1.5 QV          | B4 1,5 l (1490 cm³), SOHC        | 2 gaźniki        | 84,00 mm × 67,20 mm    | 9,5:1           | 105 KM (77 kW) przy 6000 obr./min  | 133 N•m przy 4000 obr./min | 9,8 s           | 185 km/h        |
| 1.7 QV          | B4 1,7 l (1712 cm³), SOHC        | gaźnik           | 87,00 mm × 72,20 mm    | 9,5:1           | 118 KM (87 kW) przy 5800 obr./min  | 147 N•m przy 3500 obr./min | 9,4 s           | 193 km/h        |
| 1.8 TD          | R3 1,8 l (1779 cm³), SOHC, turbo | wtrysk pośredni  | 92,00 mm × 89,20 mm    | 22,0:1          | 74 KM (54,5 kW) przy 4000 obr./min | 153 N•m przy 2400 obr./min | 14,0 s          | 165 km/h        |